# Quimper
Quimper [kenper] je francouzské město v regionu Bretaň, hlavní město (prefektura) departementu Finistère. V roce 2010 zde žilo 63 550 obyvatel. Je centrem arrondissementu Quimper. 

## Geografie a etymologie názvu
Původní bretaňský název obce Kemper znamená soutok, protože leží na soutoku řek Jet, Le Steïr a Frout s řekou Odet.  Po svém prvním biskupovi, svatém Corentinovi, se město až do 18. století jmenovalo Quimper-Corentin (bretoňsky Kemper-Kaorentin). Během francouzské revoluce bylo dočasně přejmenováno na Montagne-sur-Odet a nyní se nazývá jednoduše Quimper.

## Historie
Území bylo osídleno od neolitu, od 6. do 1. století př. n. l. zde stálo galské opidum, v 1. století př. n. l. dobyté Římany a nazvané Vorgium. Římané postavili město na pravidelném půdorysu s pravoúhlou sítí ulic. V 5. století se stalo centrem křesťanství, prvním misionářem a zdejším biskupem byl svatý Corentin. 
Po dobytí města nechal ve 14. století civilní obyvatelstvo zmasakrovat Karel z Blois.
Roku 1620 přišli do Quimperu jezuité, zřídili zde kolej a lyceum s kaplí, významné centrum vzdělanosti.
První manufaktura na výrobu fajánse značky Henriot byla otevřena roku 1690,, byla je zdobena bohatým pestrobarevným dekorem na bílé glazuře., během 18. století přibyly další. Ruční výroba fajánse tradičních modelů a dekoru pokračuje až dosud.
Roku 1863 byla do města přivedena železniční trať. Quimper bylo tradičně posádkovým městem s kasárnami a vojenskou školou.
V letech 1938-1940 zde pobývali španělští uprchlíci z občanské války. V zámku Lanniron byl zřízen zajatecký tábor, v němž Němci během druhé světové války věznili na 1500 francouzských vojáků.

## Památky
- katedrála svatého Corentina, dominanta města, patří mezi nejstarší v regionu Bretaň. Výstavba trojlodní gotické stavby byla zahájena roku 1239 a trvala až do 16. století. Aby se stavba vyhnula bažinaté půdě, byl její půdorys stočen. Katedrála je obklopena historickým centrem města.[2]
- Locmarie - románský kostel Narození Panny Marie;
- bývalá jezuitská kolej s kaplí
- zámek Lanniron
- Muzeum keramiky s manufakturou fajánse.[2]
- Muzeum krásného umění - vystavuje zejména krajinomalbu ze zdejšího regionu
- Historické nádraží
- Budova prefektury a okresního soudu
- Historický most z konce 19. století

## Vývoj počtu obyvatel
Počet obyvatel 

## Slavné osobnosti
- Charles Maria Charuel (1742-1779)– francouzský jezuita, zdejší rodák; knihovník jezuitské koleje Klementinum v Praze, po zrušení řádu knihovník Karlo-Ferdinandovy univerzity
- René Laënnec (1781-1826) – francouzský lékař, vynálezce stetoskopu
- Max Jacob (1876-19̈44) – francouzský básník a malíř

## Galerie

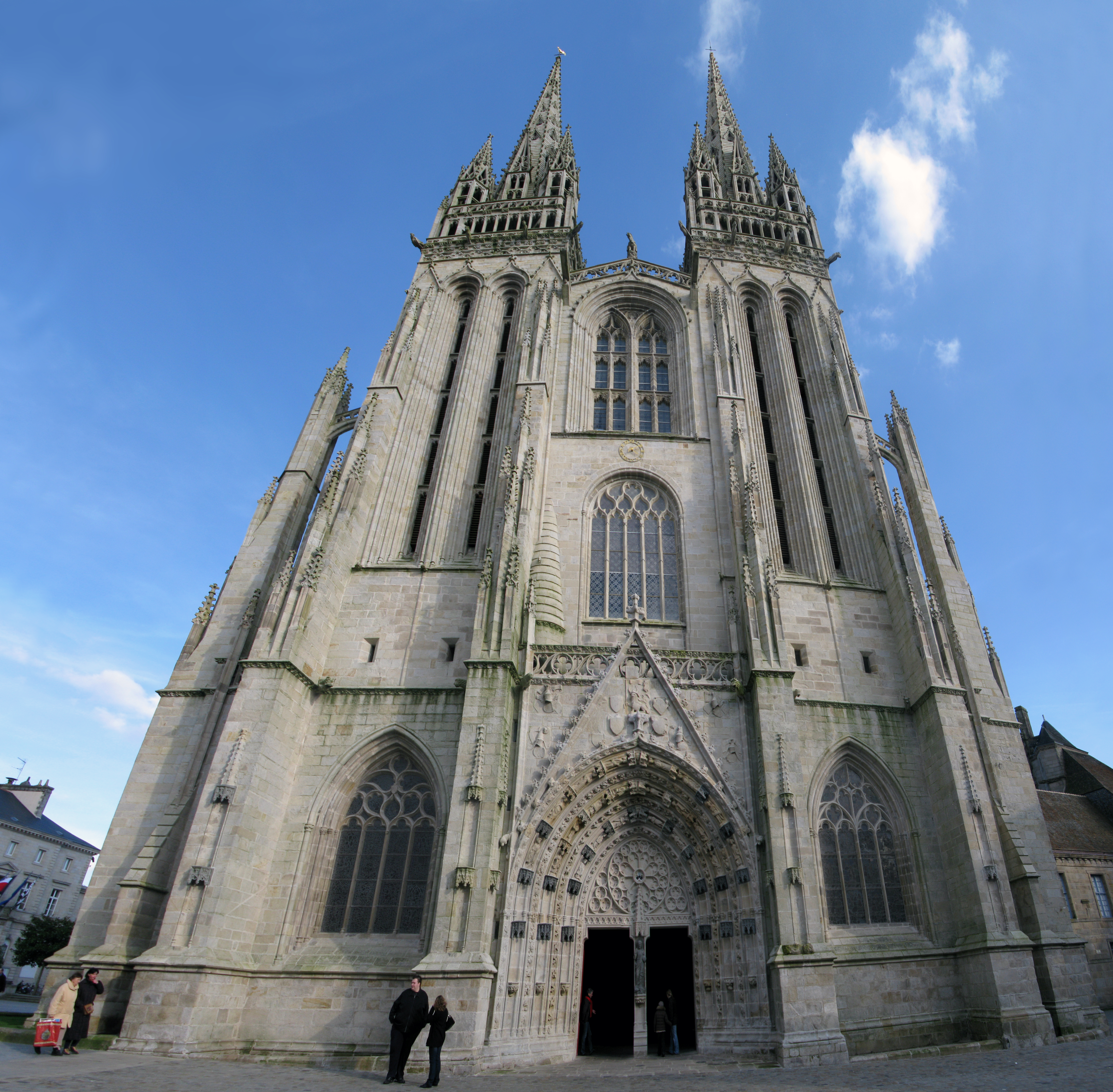
Katedrála
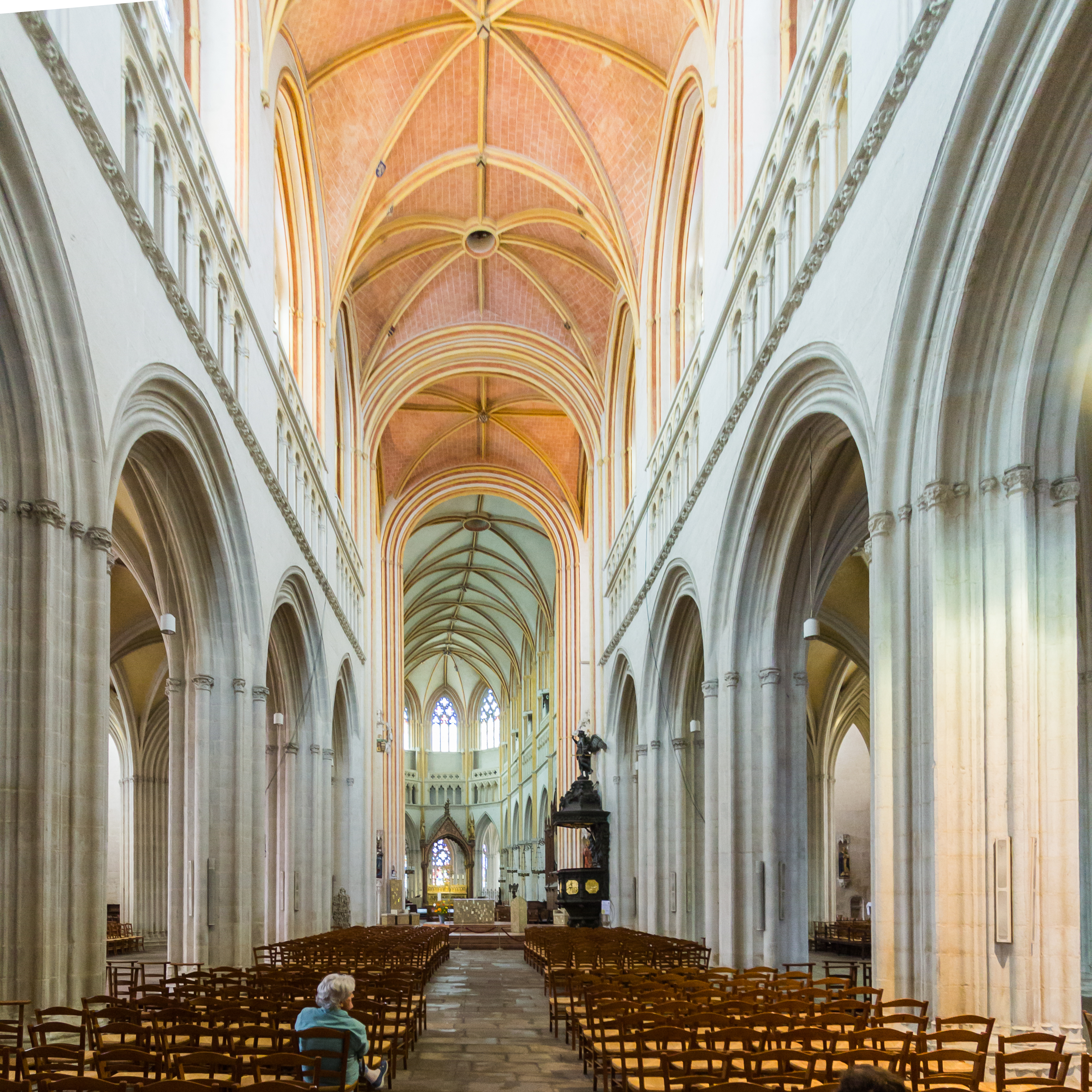
Interiér katedrály
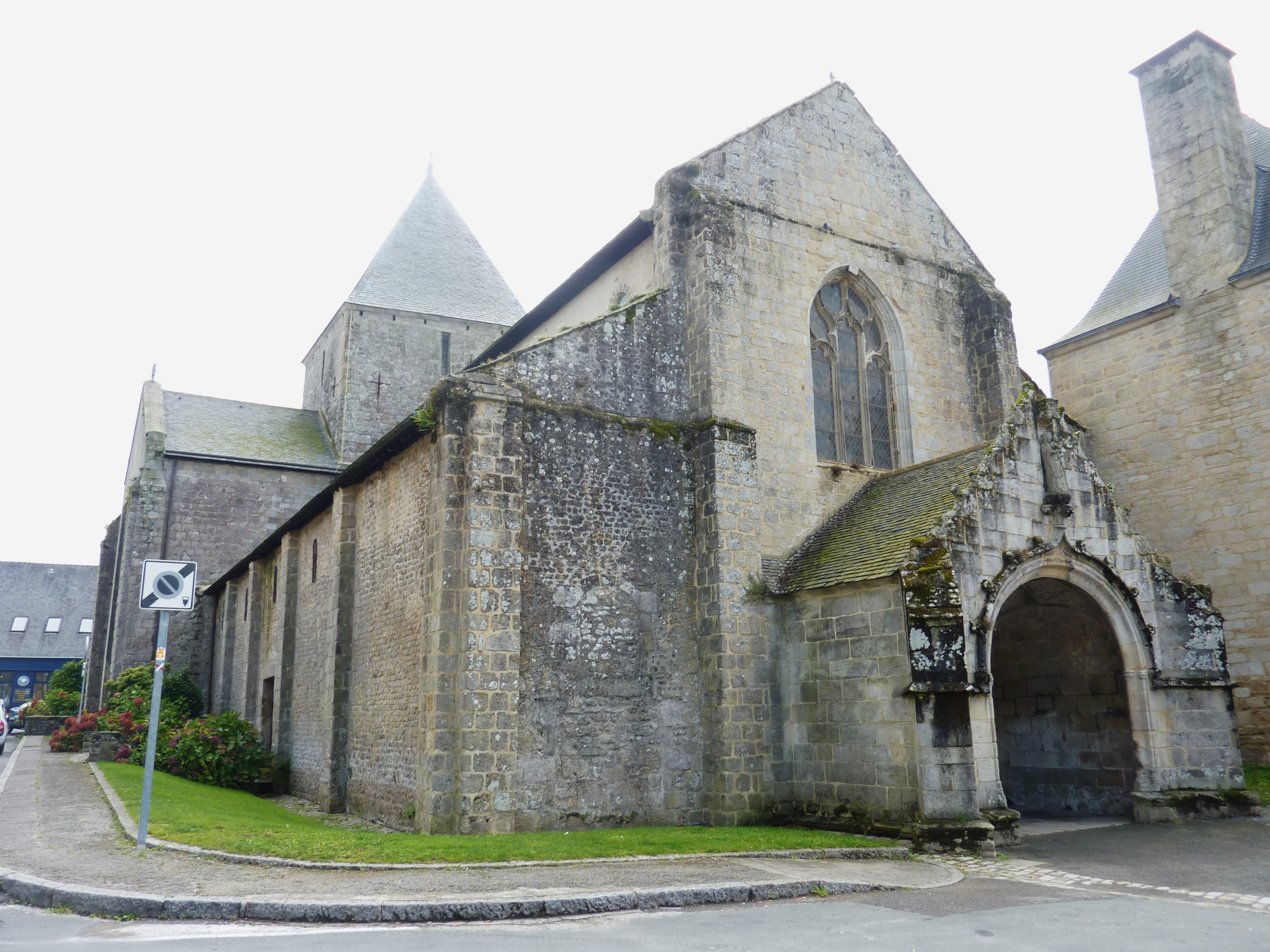
Kostel Locmaria
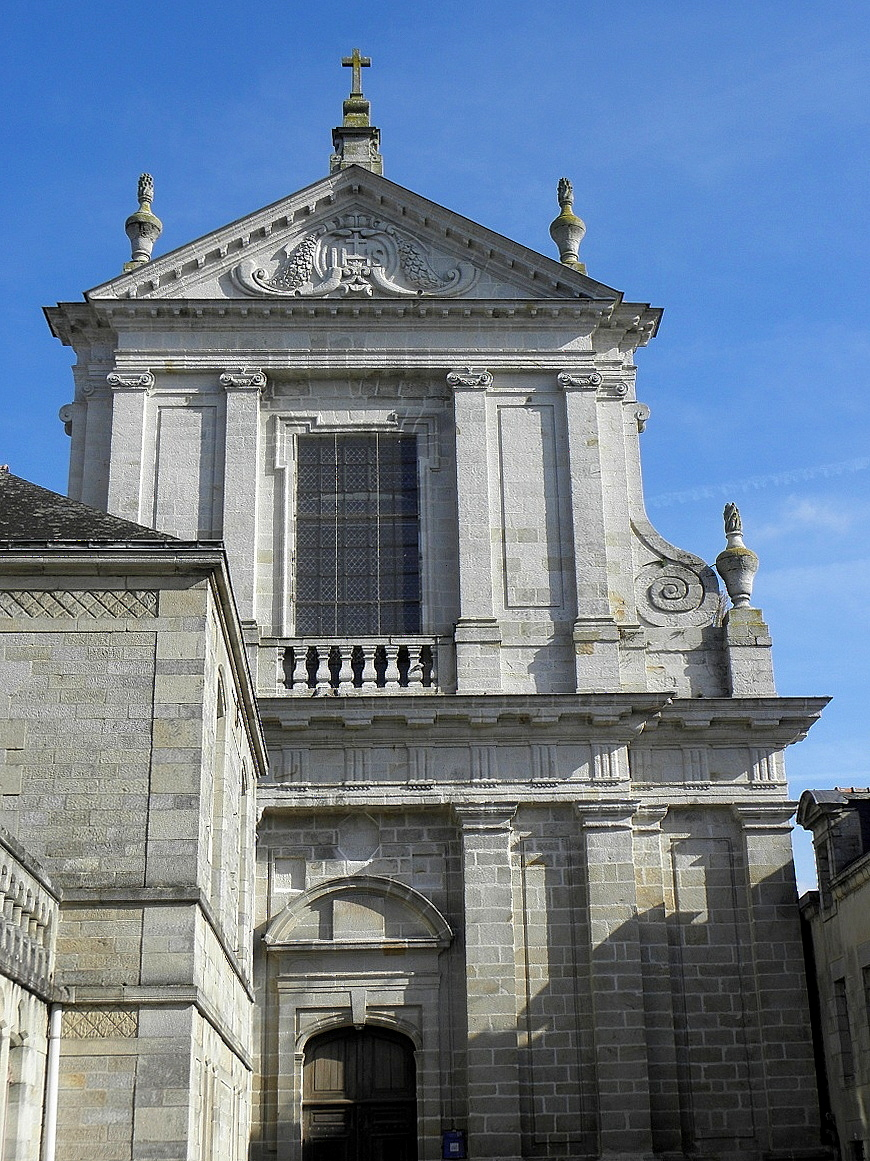
Kaple jezuitské koleje
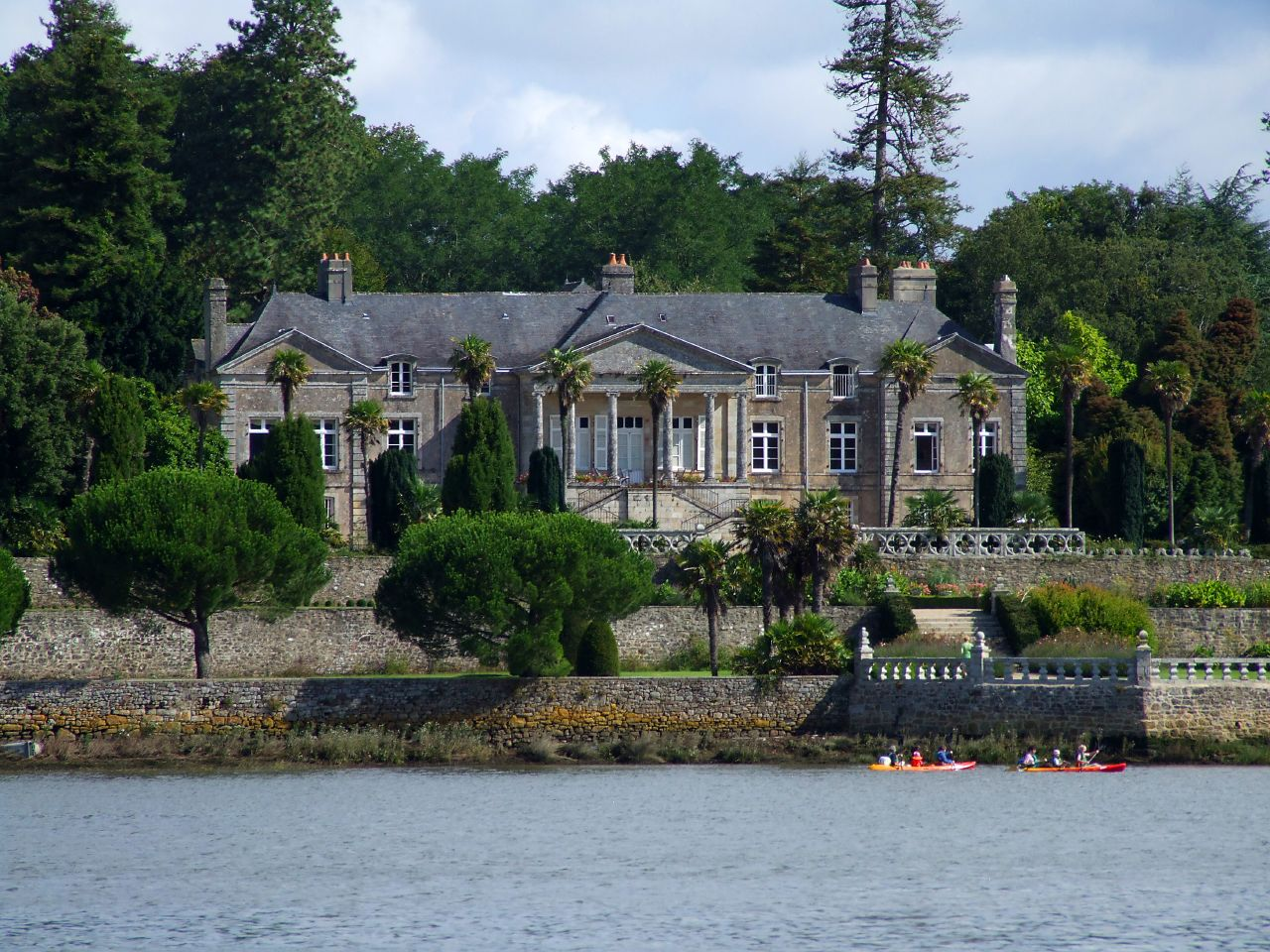
Zámek Lanniron
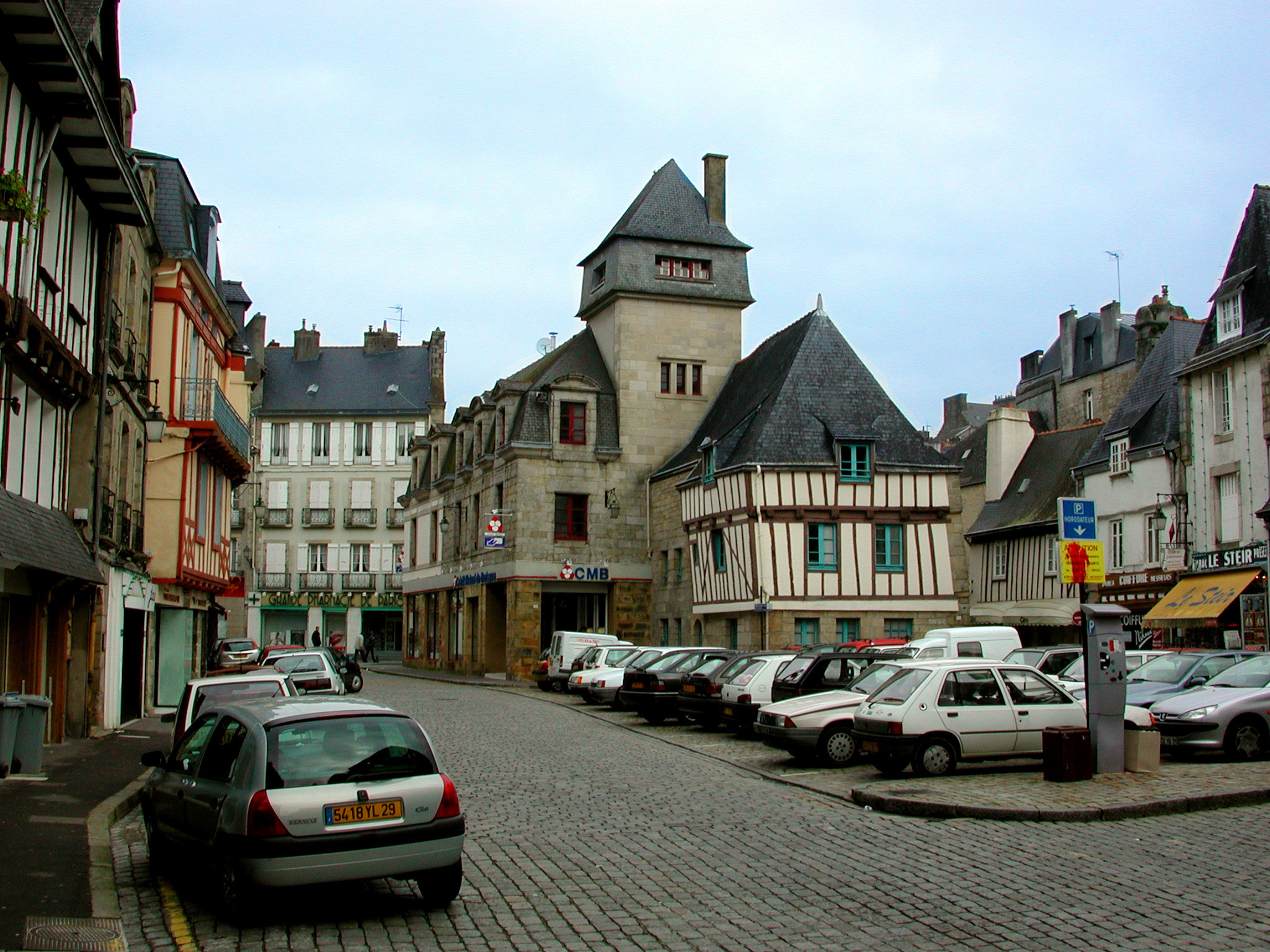
Staré město, špalíček
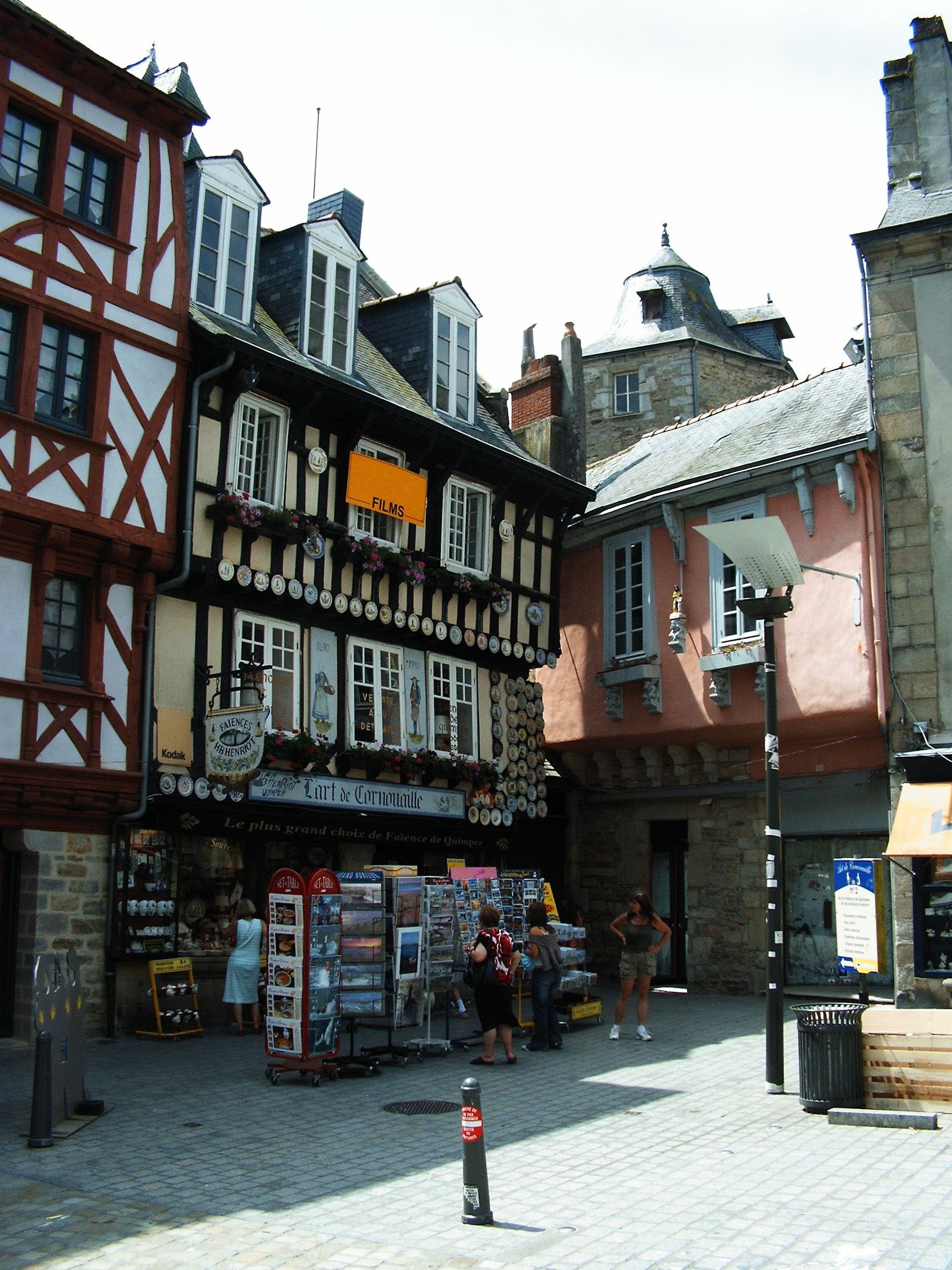
Hrázděné domy
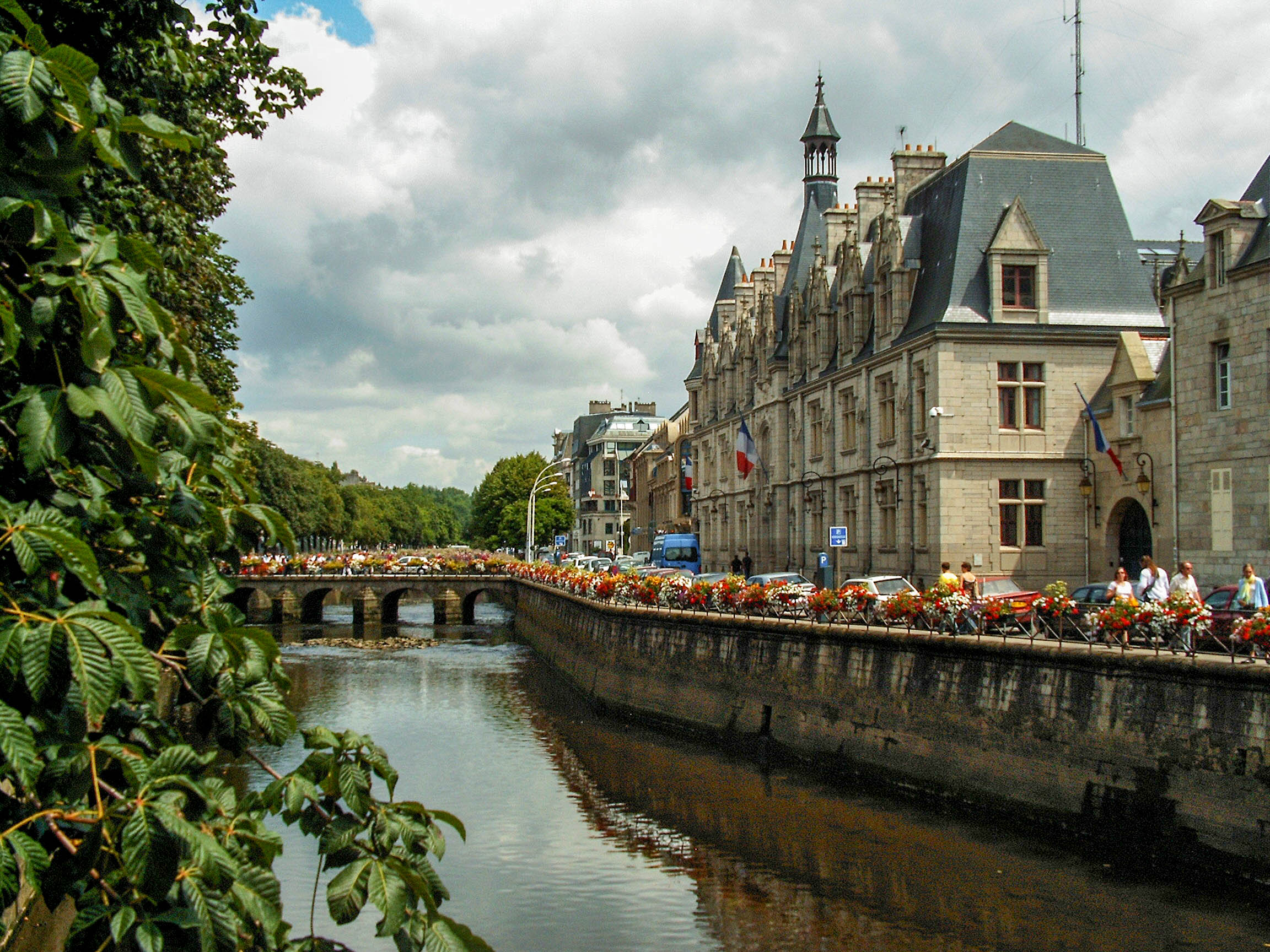
prefektura